# Veterama

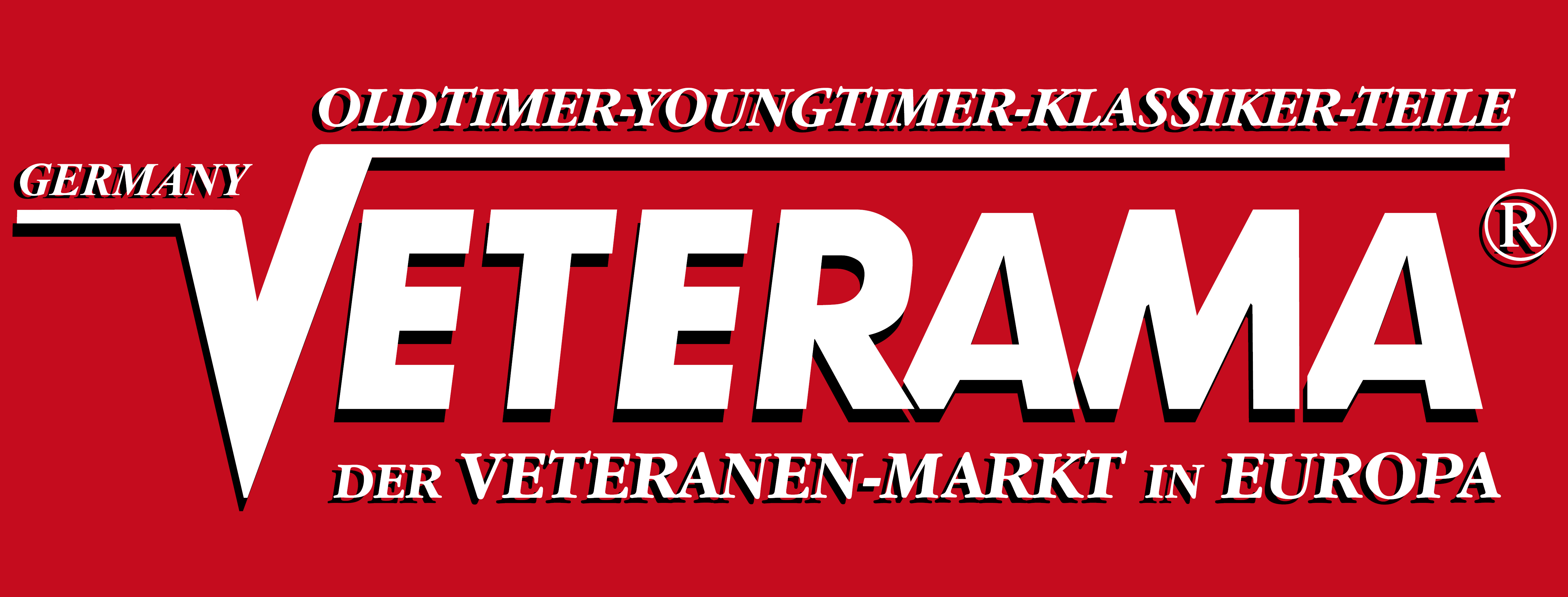
Logo von Veterama

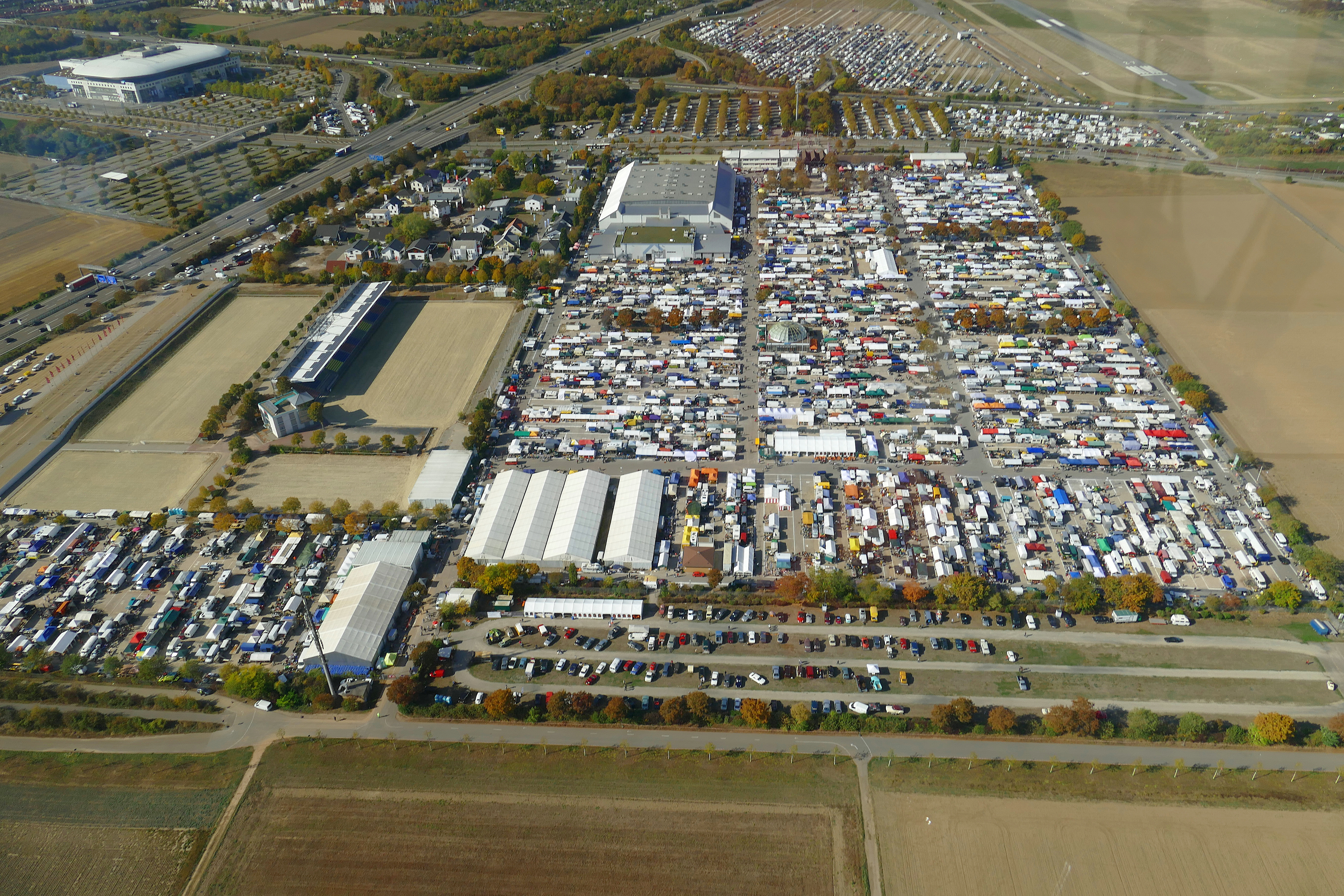
Luftaufnahme der Veterama in Mannheim; links oben die SAP-Arena

Veterama ist der Name zweier Messen in Mannheim und Hockenheim. Die Veterama in Mannheim im Oktober ist Europas größter Ersatzteilmarkt für Oldtimer- und Youngtimer. Das Angebot reicht von Oldtimer-Ersatzteilen, Werkzeugen, Literatur, Accessoires, Spielzeug, Technik bis hin zu Komplettfahrzeugen (Auto, Nutzfahrzeug und Motorrad). Händler wie Aussteller reisen aus ganz Europa für diese Veranstaltung an.
Während die Techno-Classica und die Retro Classics eher als Messen gelten und vor allem restaurierte Oldtimer zeigen und angeboten werden, ist die Veterama ein Markt, auf dem man die notwendigen Ersatzteile findet.

## Geschichte

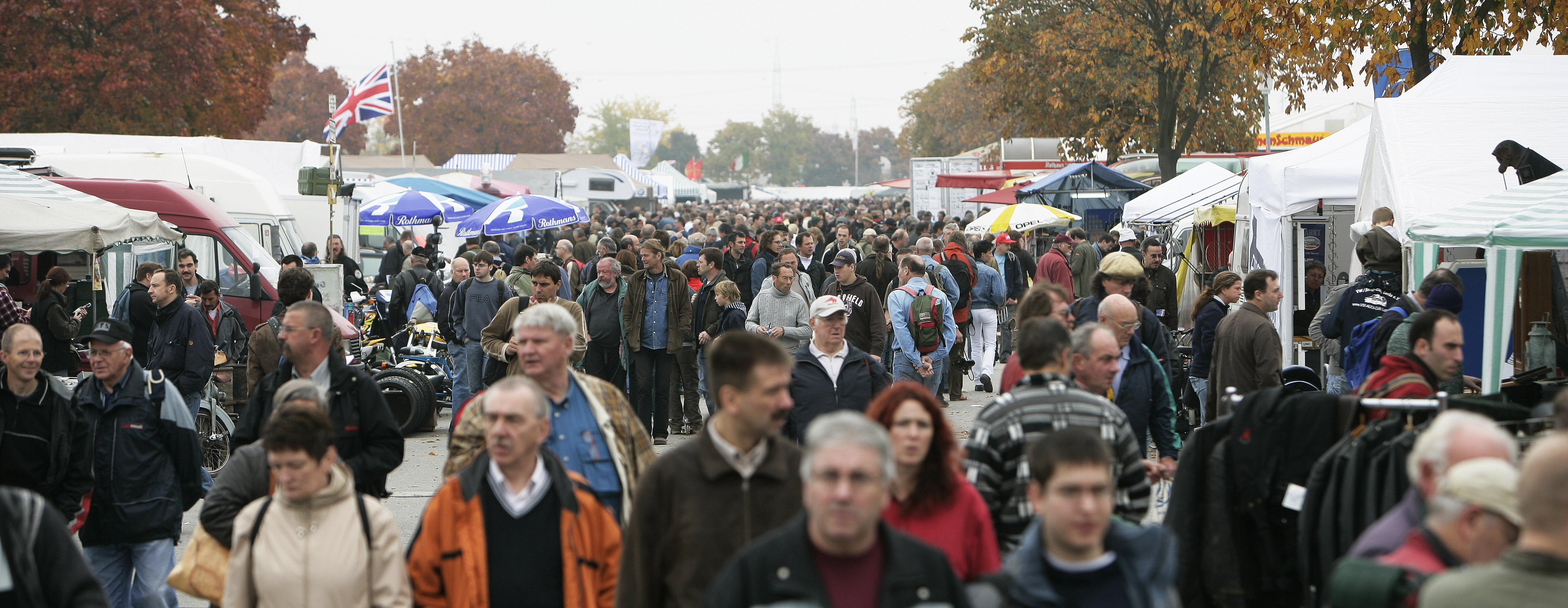
Veterama 2008

Veterama ist die Abkürzung von Veteranen-Markt-Mannheim. Sie wurde im Jahr 1975 von den beiden Oldtimer-Sammlern Winfried A. Seidel (Besitzer Automuseum Dr. Carl Benz) und Walter Metz auf dem alten Maimarktgelände in Mannheim ins Leben gerufen.
- 1975: Die erste Veranstaltung besuchten 30 Händler mit provisorischen Klapptischen und etwa 1500 Sammler fanden sich als Kundschaft ein. Mit den Jahren wuchs die Veranstaltung.
- 1985: Aufgrund der Nachfrage wechselte die Messe auf ein weitläufigeres Gelände, das neue Maimarktgelände mit 260.000 m².
- 1983: Als Ergänzung zur Herbst-Veterama wurde in Ludwigshafen am Rhein eine Frühjahrsveranstaltung ausgerichtet. Veranstaltungsort war das Friedrich-Ebert-Gelände samt Eberthalle. Das Gelände mit 65.000 m² bietet über 500 Händlern Platz.
- 1992: Aufgrund der boomenden Oldtimer-Zweiradszene trennen die Veranstalter die Messe in zwei Veranstaltungen, eine reine Zweiradveranstaltung und eine gemischte Veterama, nach Mannheimer Vorbild.
- 2002: Erstmals kommen runde 4000 Aussteller aus ganz Europa auf dem neuen Maimarktgelände zusammen. Rund 70.000 Besucher nutzen die inzwischen drei Veranstaltungswochenenden.
- 2012: Letztmals fanden die beiden Frühjahrstermine in Ludwigshafen am Rhein statt. Seitdem gibt es den großen Herbsttermin in Mannheim und einen Frühjahrstermin auf dem Hockenheimring.
- 2013: Im März fand die Veterama erstmals auf dem Hockenheimring statt. Rund 20.000 Besucher und 2500 Teilnehmer waren bei der Premierenveranstaltung dabei.

## Eckdaten

### Veterama Mannheim
- Ort: Mannheimer Maimarktgelände
- Aussteller: rund 4000
- Fläche: ca. 260.000 m²
- Besucher 2010: rund 48.000

### Veterama Hockenheim
- Ort: Fahrerlager Hockenheimring
- Aussteller: 2500
- Fläche: ca. 120.000 m²